# 椎葉村立松尾小学校
椎葉村立松尾小学校（しいばそんりつ まつおしょうがっこう）は、宮崎県東臼杵郡椎葉村大字松尾にある公立の小学校。

## 概要
歴史
1874年（明治7年）創立の「松尾小学校」を前身とする。現校名となったのは1947年（昭和22年）。2024年（令和6年）には創立150周年を迎えた。
校章
中央に「小」の文字を廃している。
校歌
1960年（昭和35年）制定。作詞は古屋憲一、作曲は園山民平による。歌詞は3番まであり、各番歌詞中に校名の「松尾校」が登場する。
通学区域
「椎葉村大字松尾」。中学校区は椎葉村立椎葉中学校。

## 沿革
- 1874年（明治7年）11月3日 - 下松尾の松岡常之宅を仮の校舎とし、「人民共立松尾小学校」として創設。
- 1886年（明治19年）- 小学校令施行により、簡易科（3年制）を設置の上、「簡易松尾小学校」に改称。
- 1889年（明治22年）5月1日 - 町村制施行により、西臼杵郡4村（不土野・大河内・松尾・下福良）が合併の上、「椎葉村」が発足。
- 1890年（明治23年）- 尋常科（4年制）を設置の上、「尋常松尾小学校」に改称。
- 1892年（明治25年）4月 - 「松尾尋常小学校」に改称。
- 1893年（明治26年）4月 - 岩屋戸分教場を設置。
- 1907年（明治40年）5月 - 農業補修学校が併置される。
- 1908年（明治41年）4月 - 改正小学校令により、尋常科（義務教育年限）が4年制から6年制に改められる。尋常科5年を新設。
- 1909年（明治42年）4月 - 尋常科6年を新設。
- 1928年（昭和3年）4月 - 岩屋戸分教場を廃止の上、校舎を現在地に移転。
- 1940年（昭和15年）4月 - 高等科を併置の上、「松尾尋常高等小学校」に改称。
- 1941年（昭和16年）
  - 3月 - 木造校舎1棟を増築。
  - 4月1日 - 国民学校令施行により、「椎葉村立松尾国民学校」と改称。
- 1947年（昭和22年）- 学制改革が行われる（六・三制の実施）。
  - 4月1日 - 国民学校初等科が、新制小学校「椎葉村立松尾小学校」（現在名）に改組・改称。
  - 5月8日 - 国民学校高等科が、青年学校普通科とともに、新制中学校「椎葉村立椎葉中学校 松尾分校」に改組・改称。
- 1953年（昭和28年）10月 - 木造2階建て改築校舎が完成。校章旗を制定。
- 1955年（昭和30年）10月10日 - 松尾分校が椎葉村立椎葉中学校から分離の上、「椎葉村立松尾中学校」として独立。校長は小学校長と兼務。校舎は従来通り、小学校校舎を使用。
- 1961年（昭和36年）2月 - 椎葉村立松尾中学校の独立校舎が完成。
- 1965年（昭和40年）2月 - 鉄筋2階建ての新校舎が完成。
- 1966年（昭和41年）1月 - 運動場を整備。
- 1969年（昭和44年）1月 - 完全給食を開始。
- 1974年（昭和49年）
  - 10月 - 校門を移設。
  - 11月3日 - 創立100周年記念式典を挙行。
- 1982年（昭和57年）2月 - 鉄筋コンクリート造3階建て新校舎が完成。
- 1984年（昭和59年）8月 - 体育館が完成。
- 1986年（昭和61年）7月 - プールが完成。
- 1990年（平成2年）7月 - 運動場を拡張。
- 1994年（平成6年）10月 - 特別校舎が完成。
- 2001年（平成13年）7月 - 校門周辺を整備。
- 2002年（平成14年）4月 - スロープ工事が完了。
- 2013年（平成25年）
  - 4月1日 - 椎葉村立松尾中学校の閉校により、中学校区が椎葉村立椎葉中学校に変更となる。
  - 9月 - 松尾地区と合同で運動会を開催（第1回）。
- 2014年（平成26年）8月 - ランチルームが完成。体育館の改修工事が完了。
- 2015年（平成27年）2月 - 校舎の改修工事が完了。
- 2023年（令和5年）2月 - 特別教室棟が台風被害から復旧。

## 交通
最寄りのバス停留所
- 宮崎交通バス 「松尾小学校」バス停より徒歩5分。

最寄りの幹線道路
- 国道327号

## 周辺
- 椎葉村立松尾児童館
- 大いちょう・ふれあいセンター（旧・椎葉村立松尾中学校跡地）
- 松尾の大イチョウ
- 岩屋戸大橋
- 耳川
- 松尾郵便局
- 岩屋戸発電所
- 大イチョウトンネル